# NEU!!!!
NEU!!!!（ノイ）は、スペースシャワーTVで放送されていたロック情報番組。2006年9月放送開始。2007年3月放送終了。全23回。VJはハヤシヒロユキ（POLYSICS）。

## コーナー
NEU!!!!VIDEO!!!!
新着ミュージックビデオを放送する。
NEU!!!!GUEST!!!!
ゲストを呼び、様々な「愛」を語ってもらうトークをする。
- 機材愛

機材（主に楽器など）の話をする。
- 温故知NEU!!!!愛

ゲストのルーツを語ってもらう。
- ○○ IS NEU!!!!（○○にはゲストの名前が入る）

これ聴いてみNEU!!!!
ハヤシの趣味の音楽を、ハヤシ自ら紹介する。（ハヤシの趣味であるテクノ・ポップやニューウェーブなどが多い）
NEU!!!!LIVE!!!!
様々なアーティストのライブ映像を放送。
鳴らしてみNEU!!!!
ハヤシが、様々なエフェクター、楽器を演奏する。
俺は吹く
ハヤシがトランペットの演奏に挑戦する。最終回に演奏を発表し、練習の成果を発揮した。
エンディング
お便りを紹介したり、その日の反省、近況報告などをする。
- なりきりPOLYSICS

POLYSICSのコスプレやコピーバンドなど、「POLYSICSになりきっている」写真・動画の投稿を紹介する。
- NEU!!!!KRAFT!!!!

現実的かどうかは問わず、新しい楽器などを募集し、紹介する。

## ゲスト一覧
| 第1回  | Radio Caroline                                      |
| 第2回  | VOLA & THE ORIENTAL MACHINE（アヒト・イナザワのみ） |
| 第3回  | BANDWAGON（奈部川光義、池田啓介のみ）               |
| 第4回  | DOPING PANDA                                        |
| 第5回  | ムーンライダーズ（鈴木慶一のみ）                    |
| 第6回  | ストレイテナー（ホリエアツシのみ）                  |
| 第7回  | LOST IN TIME                                        |
| 第8回  | ROVO（勝井祐二のみ）                                |
| 第9回  | BO GUMBOS（Dr.kyOnのみ）                            |
| 第10回 | 髭（HiGE）（須藤寿のみ）                            |
| 第11回 | 冨田ラボ                                            |
| 第12回 | 筋肉少女帯（大槻ケンヂのみ）                        |
| 第13回 | ザ・コレクターズ（加藤ひさしのみ）                  |
| 第14回 | ギターウルフ（セイジのみ）                          |
| 第15回 | MO'SOME TONEBENDER                                  |
| 第16回 | トモフスキー                                        |
| 第17回 | ノーナ・リーヴス（西寺郷太のみ）                    |
| 第18回 | POLYSICS                                            |
| 第19回 | GRAPEVINE                                           |
| 第20回 | SOIL&"PIMP"SESSIONS（タブゾンビのみ）               |
| 第21回 | the pillows（山中さわおのみ）                       |
| 第22回 | ホフディラン                                        |
| 第23回 | SPARTA LOCALS                                       |

## 概要・エピソード
- 最終回のエンディングでは、ハヤシが涙を流す場面が見られた。ちなみにそのシーンは、ハヤシがあまりに号泣しすぎたため、3回も撮り直したらしい。
- 2008年4月、POLYSICSのアルバム「We ate the machine」リリースのタイミングに合わせて「POLYSICS SPECIAL 帰って来たNEU!!!!」が放送された。